# Benita Robledo
Benita Robledo (* 29. Juni 1984 in Edinburg, Texas, Vereinigte Staaten) ist eine US-amerikanische Drehbuchautorin, Schauspielerin und Filmproduzentin.

## Leben
Benita Robledo wurde 1986 in Edinburg, TX, im US-Bundesstaat Texas geboren.
2001 stand Robledo in der Fernsehserie Taina erstmals für das Fernsehen vor der Kamera. 2008 folgte ihr Spielfilmdebüt in dem Film Love Vegas. 2009 bis 2010 erhielt sie ihre erste wiederkehrende Rolle in der Fernsehserie Gossip Girl. In der Fernsehserie Teen Wolf hatte Robledo 2015 bis 2016 eine wiederkehrende Rolle.
2015 wurde sie Produzentin in der TV-Serie Beautiful Fools.

## Filmografie
- 2001: Taina (Fernsehserie, Folge 1x08)
- 2007: Springfield Story (Guiding Light, Fernsehserie, eine Folge)
- 2008: Love Vegas (What Happens in Vegas)
- 2009: Kings (Fernsehserie, Folge 1x10)
- 2009: Michael and Michael Have Issues (Michael & Michael Have Issues, Fernsehserie)
- 2009–2010: Gossip Girl (Fernsehserie, 7 Folgen)
- 2010: Every Day
- 2010: Verrückt nach dir (Going the Distance)
- 2014: Let’s be Cops – Die Party Bullen (Let’s Be Cops)
- 2015: Marvel’s Agent Carter (Fernsehserie, 2 Folgen)
- 2015: The Escort – Sex Sells (The Escort)
- 2015: Beautiful Fools (Fernsehserie, 3 Folgen)
- 2015–2016: FBE Sketches (Fernsehserie, 3 Folgen)
- 2015–2016: Teen Wolf (Fernsehserie, 14 Folgen)
- 2016: Interns of F.I.E.L.D. (Fernsehserie, 8 Folgen)
- 2016: Dependent’s Day
- 2016: Pure Genius (Fernsehserie, Folge 1x06 Hilferuf aus dem All)
- 2017: Last Moments of Relationships (Fernsehserie, eine Folge)
- 2017: Search Bar (Fernsehserie, Folge 1x07)
- 2017: Hashtag Awareness: The Webseries (Fernsehserie, eine Folge)
- 2021: Malibu Road